# Jim Crockett Promotions
La Jim Crockett Promotions è stata una federazione di wrestling statunitense con sede nella città di Charlotte (North Carolina), fondata da Jim Crockett Sr. nel 1931 e scioltasi nel 1988. È considerata l'antenata della World Championship Wrestling.
Dal 1952 fino alla sua chiusura, avvenuta nel 1988 fece parte del circuito della National Wrestling Alliance.

## Storia

### Inizi
Nel 1931, Jim Crockett Sr. iniziò a promuovere eventi di wrestling nella zona di Charlotte (Carolina del Nord) (anche se il primo show da lui organizzato si tenne nel Tennessee). Oltre alla lotta, Crockett promuoveva anche altri tipi di eventi (inclusi concerti, spettacoli teatrali, e partite di baseball e hockey sul ghiaccio) sotto il marchio "Jim Crockett Promotions" (sigla che diverrà ufficiale negli anni cinquanta).
La compagnia si chiamò Jim Crockett Promotions sin dall'inizio, ma venivano utilizzati nomi differenti per sponsorizzare i diversi tipi di evento. Tra questi nomi generici c'erano "Championship Wrestling", "All Star Wrestling", "East Coast Wrestling", "Mid-Atlantic Championship Wrestling", "Mid-Atlantic Championship Sports", "Wide World Wrestling", e "World Wide Wrestling".
Nel 1952 Crockett si affiliò alla National Wrestling Alliance (NWA). Per 38 anni si occupò di organizzare eventi in Virginia, in Carolina del Nord e del Sud, fino alla sua morte nel 1973, quando il figlio, Jim Crockett Jr., gli succedette alla guida dell'organizzazione. Il nome "Mid-Atlantic Championship Wrestling" divenne quindi il brand primario della compagnia, in radio, sulla stampa, e nelle altre forme di sponsorizzazione. Due anni dopo, venne introdotto lo show televisivo Wide World Wrestling (modificato poi nel 1978 in World Wide Wrestling).

### Mid-Atlantic Championship Wrestling

#### Anni settanta
Guidata dal giovane Crockett, e con l'apporto creativo dell'ex wrestler George Scott, la compagnia passò dal promuovere soli incontri tag team ad una offerta più ampia e variegata, sebbene le competizioni di coppia ebbero sempre un ruolo di rilievo nella federazione.
Gradualmente, la JCP iniziò a produrre sempre più show televisivi a cadenza settimanale, registrati in città quali Charlotte, Greenville, e High Point; consolidando la sua popolarità a livello nazionale e stringendo accordi con importanti realtà del mondo del wrestling come la canadese Maple Leaf Wrestling.

#### Anni ottanta
Nel 1980, Jim Crockett Jr. fu eletto presidente dell'NWA. Nel 1982, associatosi con i wrestler Ric Flair e Blackjack Mulligan, Crockett diede vita alla Southern Championship Wrestling. La federazione poteva contare su talenti come Mulligan stesso, suo figlio Barry Windham, Kevin Sullivan, Wayne Ferris, The Mongolian Stomper, Terry Taylor, Tim Horner, ed altri; ma durò meno di un anno.
Negli anni ottanta, il wrestling stava attraversando un periodo di forti cambiamenti. Il vecchio predominio dell'NWA stava collassando su pressione della World Wrestling Federation (WWF) di Vince McMahon, che stava acquisendo sempre più visibilità a livello mondiale.
Nel 1983, la JCP passò dal registrare i propri eventi in studio in differita, alla diretta dal vivo nelle arene. Dopo aver investito un milione di dollari in apparecchiature televisive, Crockett creò il primo pay-per-view della NWA, Starrcade.
Alla morte di Frank Tunney nel 1983, gli accordi con la Maple Leaf si deteriorarono, e il nipote di Tunney, Jack Tunney decise di legare la compagnia alla World Wrestling Federation di McMahon. Crockett allora stipulò un accordo di breve durata con la American Wrestling Association (AWA) di Verne Gagne dando vita alla Pro Wrestling USA. Tuttavia, l'organizzazione chiuse i battenti nel gennaio 1986.

### Vendita a Ted Turner e World Championship Wrestling
Il 6 aprile 1985, Crockett comprò la Georgia Championship Wrestling di Ole Anderson, e venne rieletto presidente NWA. La necessità primaria era quella di contrastare l'ascesa della WWF dopo il successo della prima WrestleMania. Con l'aiuto di Dusty Rhodes nella veste di booker, Crockett creò il nuovo main event conosciuto con il nome di The Great American Bash.
Nel 1987, Crockett iniziò un terzo mandato come presidente NWA ed espanse l'organizzazione acquisendo il controllo di St. Louis Wrestling Club, Heart of America Sports Attractions, Championship Wrestling from Florida, e Universal Wrestling Federation di Bill Watts. Nonostante Crockett avesse sei compagnie importanti sotto il suo controllo e fosse presidente dell'NWA , la JCP e l'NWA erano due entità separate e Crockett, come tutti i promoter NWA prima e dopo di lui, faceva solo uso su licenza del marchio NWA. Questo nonostante il fatto che durante il suo mandato, Crockett ebbe saldamente in pugno il prestigioso titolo NWA World Heavyweight Championship: Ric Flair era blindato nel ruolo di campione e qualsiasi passaggio di cintura avveniva con wrestler sotto contratto con Crockett (es. Dusty Rhodes, Ronnie Garvin, ecc...).
La rapida espansione della Jim Crockett Promotions ebbe un effetto significativo sulle casse della compagnia. Le casse della società erano quasi vuote dopo i continui investimenti in pubblicità messi in atto per tenere testa al predominio WWF. Nel novembre 1987, l'annuale edizione del ppv Starrcade perse il confronto sul piano degli ascolti con il rivale Survivor Series della WWF.
Un incidente simile si ebbe nel gennaio 1988, quando la WWF produsse il nuovo ppv Royal Rumble sul canale USA Network in contrapposizione con Bunkhouse Stampede della JCP, ed ancora una volta gli ascolti premiarono ampiamente la federazione di McMahon. Come risultato, Crockett trasmise sulla TBS il primo Clash of the Champions il 27 marzo 1988 per sottrarre spettatori a WrestleMania IV, che si sarebbe svolta nella stessa serata; questa fu una delle poche mosse vincenti della JCP, in quanto WrestleMania IV riportò un indice di ascolto inferiore a Survivor Series '87. Clash of the Champions era l'unica arma di Crockett per cercare di tenere in vita l'NWA, anche se non fu mai un programma seguito tanto quanto Saturday Night's Main Event. Sull'orlo della bancarotta, Crockett vendette la sua compagnia al magnate tv Ted Turner nel novembre 1988, e da quel momento in poi la JCP cambiò nome in World Championship Wrestling (WCW).

## Titoli e campionati

### Mondiali
- NWA World Heavyweight Championship
- NWA World Junior Heavyweight Championship
- NWA World Six-Man Tag Team Championship
- NWA World Television Championship
- NWA World Women's Championship

### Nazionali
- NWA National Heavyweight Championship
- NWA National Tag Team Championship
- NWA United States Women's Championship

### Regionali
- NWA Mid-Atlantic Heavyweight Championship
- NWA Mid-Atlantic Tag Team Championship
- NWA Mid-Atlantic Television Championship
- NWA United States Heavyweight Championship (Mid-Atlantic version)
- NWA United States Tag Team Championship (Mid-Atlantic Version)
- NWA Western States Heritage Championship
- NWA World Tag Team Championship (Mid-Atlantic version)
- NWA Brass Knuckles Championship (Mid-Atlantic version)